# Miłodziad
Miłodziad – staropolskie imię męskie, złożone z członów Miło- („miły”) -dziad („dziad, przodkowi”). Mogło oznaczać „miłego swojemu dziadkowi” albo „miłującego swojego dziada”.
Znaczeniowo mogło odpowiadać mu żeńskie imię Dziadumiła.
Miłodziad imieniny obchodzi 1 września.